# Movimento Cittadini Indipendenti
Il Movimento Cittadini Indipendenti (in lingua inglese: Independent Citizens Movement) è un partito politico verginiano-statunitense.
Dal 1995 al 1997 il partito ha eletto Victor Frazer come delegato delle Isole Vergini alla Camera dei rappresentanti; Frazer partecipava da indipendente al gruppo del Partito Democratico.
Il partito ebbe il suo esordio politico alle elezioni del 1968 formatosi per parteciparvi, la missione del partito, secondo un discorso di Brown nel 1969, è "restituire il governo al popolo attraverso una leadership buona, reattiva e responsabile". La piattaforma del partito è stata pubblicata su The Virgin Islands Daily News il 26 ottobre 1974. La piattaforma include l'aumento dell'autonomia delle Isole Vergini e un maggiore controllo sugli affari interni del territorio, pur rimanendo una parte degli Stati Uniti d'America.
Il membro del partito Cyril E. King si candidò con successo alla carica di governatore nel 1974. King fu succeduto come governatore a sua volta dal suo ex luogotenente governatore dell'ICM, Juan Francisco Luis, che rimase in carica fino al 1987.